# Museum für Neue Kunst (Fribourg-en-Brisgau)
Le Museum für Neue Kunst de Fribourg-en-Brisgau en Bade-Wurtemberg est un musée d'art contemporain ouvert en 1985 et dont la directrice est Christine Litz.

## Source
- (de) Cet article est partiellement ou en totalité issu de l’article de Wikipédia en allemand intitulé « Museum für Neue Kunst (Freiburg im Breisgau) » (voir la liste des auteurs).